# Орлянська сільська рада
| Орлянська сільська рада — колишній орган місцевого самоврядування у Василівському районі Запорізької області з адміністративним центром у с. Орлянське. Сільській раді підпорядковані населені пункти: - с. Орлянське - с. Відножине - с. Тополине - с. Улянівка - с. Ясна Поляна |

## Склад ради
Рада складається з 20 депутатів та голови.

## Керівний склад сільської ради
| ПІБ                           | Основні відомості                                                                  | Дата обрання | Дата звільнення |
| ----------------------------- | ---------------------------------------------------------------------------------- | ------------ | --------------- |
| Зайцев Сергій Іванович        | Сільський голова, 1957 року народження, освіта, член Соціалістичної партії України | 26.03.2006   | 31.10.2010      |
| Назаренко Володимир Антонович | Сільський голова, 1951 року народження, освіта вища, член Партії регіонів          | 31.10.2010   | 25.03.2014      |

Примітка: таблиця складена за даними джерела